# Sigue Sigue Sputnik
Sigue Sigue Sputnik va ser una banda britànica de new wave formada l'any 1982 per l'antic baixista del grup musical Generation X Tony James. La banda ha tingut tres singles d'èxit entre els 40 millors del Regne Unit, inclosos "Love Missile F1-11" i "21st Century Boy".
La música, la imatge i la inspiració de la banda procedeixen de diverses bandes electròniques i de glam com Suicide i New York Dolls.

## Història

### Primers anys
La banda, que sovint es diu "Sputnik", va ser formada per Tony James, ex-baixista de la desapareguda Generation X, i Neal X (Whitmore), que va reclutar el cantant Martin Degville. Degville era dissenyador de roba i subministrava la vestimenta del grup, i YaYa, la botiga on treballava, es va convertir en la base de la banda. El seu primer concert va ser a París, donant suport a Johnny Thunders, amb l'antic col·lega de la Generation X de James i aleshores baterista de Thunders, Mark Laff, a la bateria.
Mick Jones, abans dels Clash, va treballar amb la banda com a enginyer de so en directe, va ajudar a manipular el seu so i va aparèixer amb ells quan van obrir per a New Model Army. Fachna O'Kelly, gerent dels Boomtown Rats que havia proporcionat gran part de l'equip de la banda, va proporcionar a la banda el nom de Sigue Sigue Sputnik, una referència a una banda de carrer filipina i que significava, en traducció aproximada, ves-hi, ves-hi satèl·lit" ("sigue" procedent del tagal, que l'havia agafat l'espanyol. Sputnik fa referència al primer satèl·lit artificial llançat per la Unió Soviètica el 1957). El so de la banda va ser, segons James, arribat per accident, quan va barrejar sense voler elements de bandes sonores de pel·lícules amb la seva pista de demostració "Love Missile F1-11" mentre preparava una recopilació de vídeos de les seves pel·lícules preferides.

### Èxit comercial (1984-1989)
L'interès per la banda va augmentar considerablement el 1984 després que James fos entrevistat per la NME, amb diverses companyies discogràfiques que van enviar representants a la seva propera actuació a l'Electric Cinema de Londres, i van ser convidats a actuar a The Tube. La banda signà per EMI, amb la mateixa banda afirmant a la premsa que havien signat per 4 milions de lliures, encara que de fet es va revelar que era de 350.000 lliures. James volia que la banda fos produïda per David Bowie o Prince, amb aquest últim rebutjant l'oferta perquè el material de la banda era "massa violent". També van ser seleccionats John Carpenter i Giorgio Moroder pel seu treball en bandes sonores. El primer senzill de la banda, el "Love Missile F1-11", produït per Moroder, va ser llançat el febrer de 1986 i va assolir el número 3 a la UK Singles Chart, el número 2 a Sud-àfrica i va ser un gran èxit a diversos països d'Europa i Àsia. La seva popularitat es va veure augmentada amb la seva inclusió a la pel·lícula de John Hughes Ferris Bueller's Day Off. Les mostres utilitzades en el senzill no havien rebut l'autorització dels drets d'autor, i van ser substituïdes a la versió nord-americana, un moviment que James diu que "va matar el disc" a Amèrica.
El seu segon senzill, "21st-Century Boy" va arribar al número 20 al Regne Unit, una relativa decepció que James va culpar al públic que es cansava de la banda a causa de la sobreexposició als mitjans. Malgrat les crítiques en gran part negatives, el seu àlbum debut, Flaunt It, també produït per Moroder, va arribar al top ten al Regne Unit i va arribar al 96 als Estats Units. L'àlbum incloïa anuncis de pagament entre cançons, James va declarar abans del seu llançament que vendrien espais publicitaris de 20 a 30 segons per entre 2.500 i 7.000 dòlars. Ho va explicar dient que "el comercialisme és rampant a la societat. Potser som una mica més honestos que alguns grups que podria esmentar" i "els nostres discos sonaven com a anuncis de totes maneres". Els anuncis que es van vendre (inclosos espots per a i-D Magazine i Studio Line de L'Oréal) es van complementar amb anuncis irònics de falsificació, inclòs un per a la pròpia corporació Sputnik que afirmava que "El plaer és el nostre negoci". Una gira posterior es va caracteritzar per una mala venda d'entrades i violència del públic, però James va afirmar que la gira també es va veure afectada per una suposada venjança del tabloide britànic Daily Mirror, que va crear una percepció pública negativa de la banda a l'hora de fer directes.
Van passar dos anys abans que la banda va seguir això, i els llançaments posteriors van anar menys bé. El trio Stock Aitken Waterman va produir "Success" que va assolir el número 31 a finals de 1988, amb James culpant del baix rendiment de la cançó a la seva producció pop genèrica i un vídeo de mala qualitat. Els senzills que van seguir van assolir un màxim fora dels 40 primers. El segon àlbum Dress for Excess va arribar al número 53 al Regne Unit però es va vendre bé al Brasil. La banda es va separar el juliol de 1989, amb James unint-se a The Sisters of Mercy més tard aquell any. Chris Kavanagh va passar a Big Audio Dynamite II unint-se a Mick Jones. Mayhew va formar Mayhem Deranged.
Una col·lecció de primers enregistraments de demostració de 1984 i 1985, juntament amb tres cançons de 1990, First Generation, es va publicar el 1991.

### Reunions

Sigue Sigue Sputnik Electronic al festival Wave-Gotik-Treffen 2016 (Leipzig)
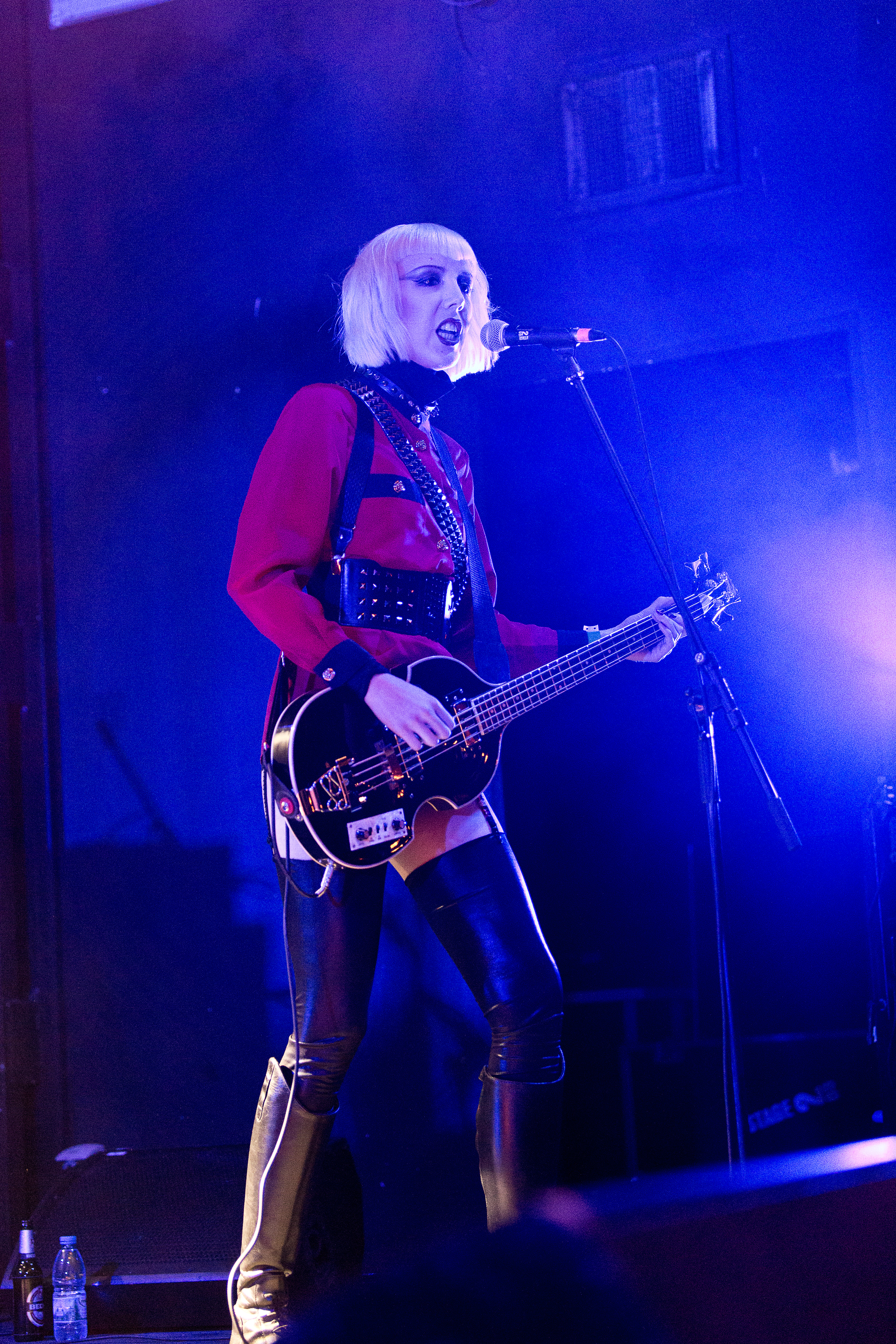
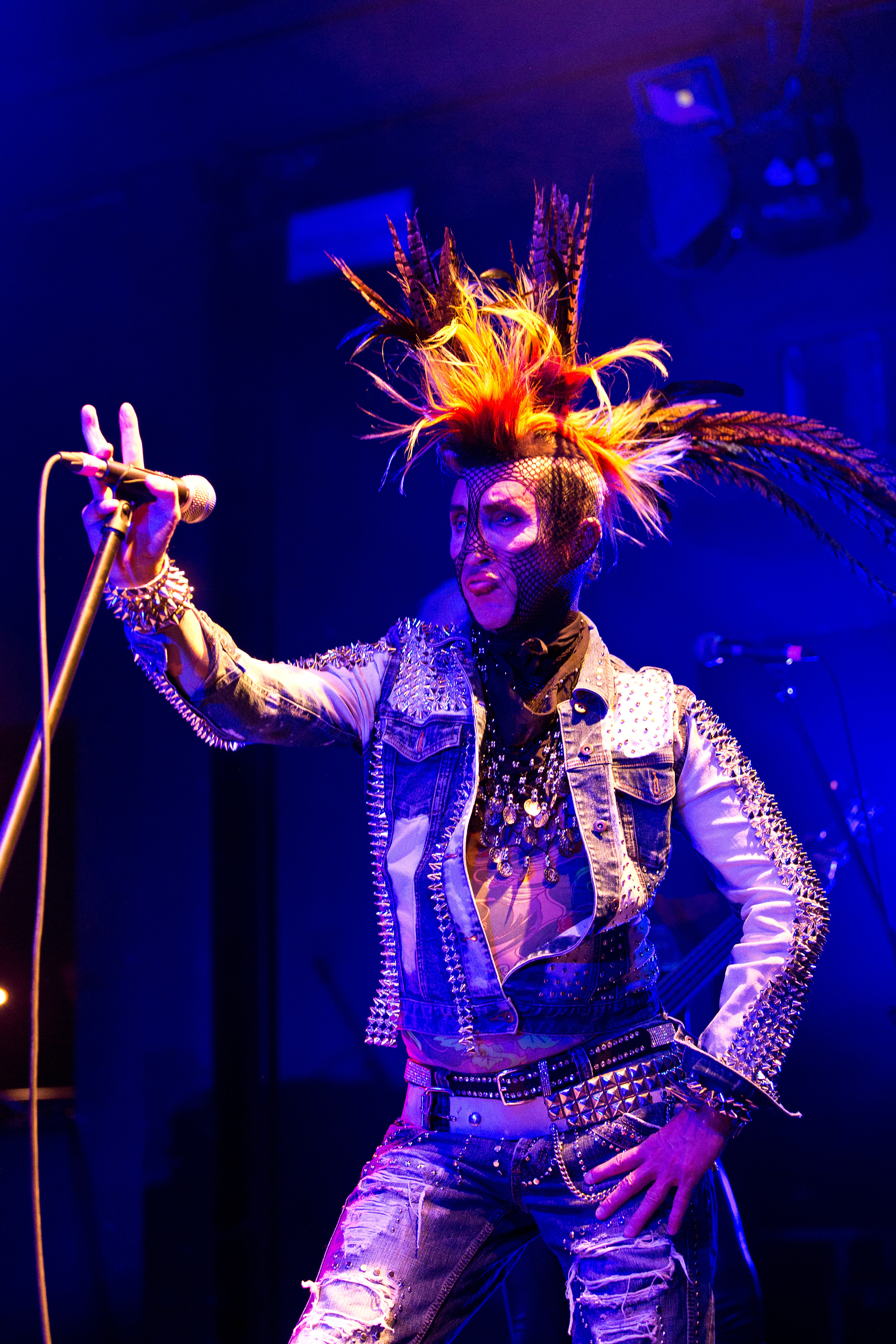
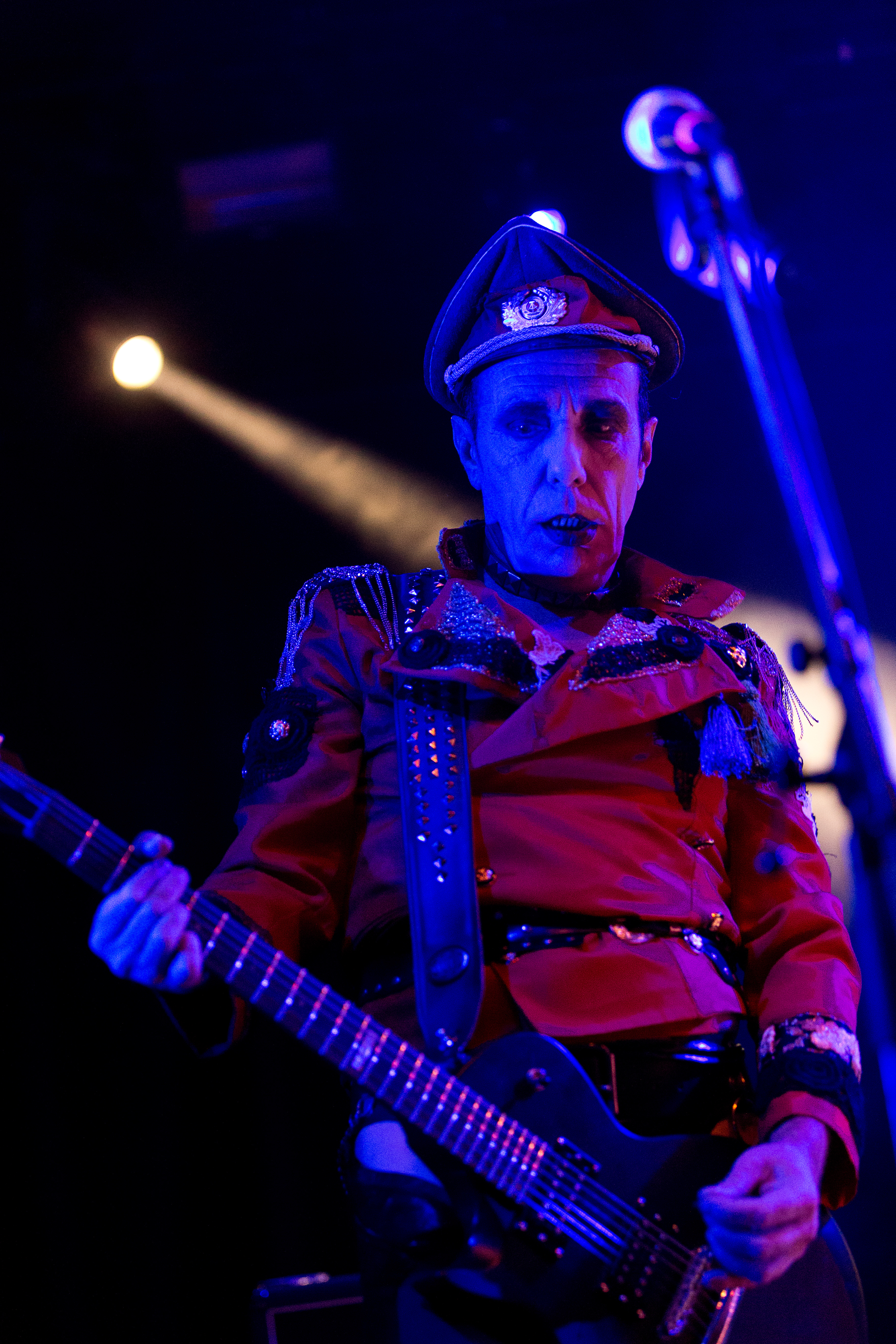

El 1995, James i Neal X van formar una nova versió de la banda amb Christopher Novak (veu) i John Green (teclats). La seva cançó "Cyberspace Party" va ser un èxit al Japó; un àlbum, Sputnik: The Next Generation, també es va publicar allà, venent 50.000 còpies. El 1998, amb Degville de nou a la veu i amb Claudia Cujo a la bateria, la banda va començar a actuar de nou, donant lloc a l'edició de 2000 de Piratespace.
El 2004, Degville va deixar la banda per seguir una carrera en solitari i ha actuat amb diversos noms: Sputnik 2; Sputnik 2 – The Future i Sigue Sigue Sputnik Electronic. Sota aquests noms i també sota nom propi han llançat cançons al llarg dels anys a través de www.sputnik2.com i altres llocs digitals. El 2016, es va publicar una versió en vinil de 12" d'una cançó anomenada "Timex Kid" amb el nom de Sigue Sigue Sputnik Electronic.
Neal X és membre de la banda de Marc Almond i va formar el seu propi grup, els Montecristos, que va publicar el seu àlbum debut "Born to Rock n' Roll" el 2015 després d'un projecte de finançament públic reeixit.

Tony James va formar el grup Carbon/Silicon amb Mick Jones que ha llançat una sèrie de temes gratuïts digitalment a través de www.carbonsilicon.com, a més de vendre música comercialment, inclòs el llançament de l'àlbum de 2007 The Last Post.

Sigue Sigue Sputnik Electronic al Nocturnal Culture Night 2017 (Deutzen)
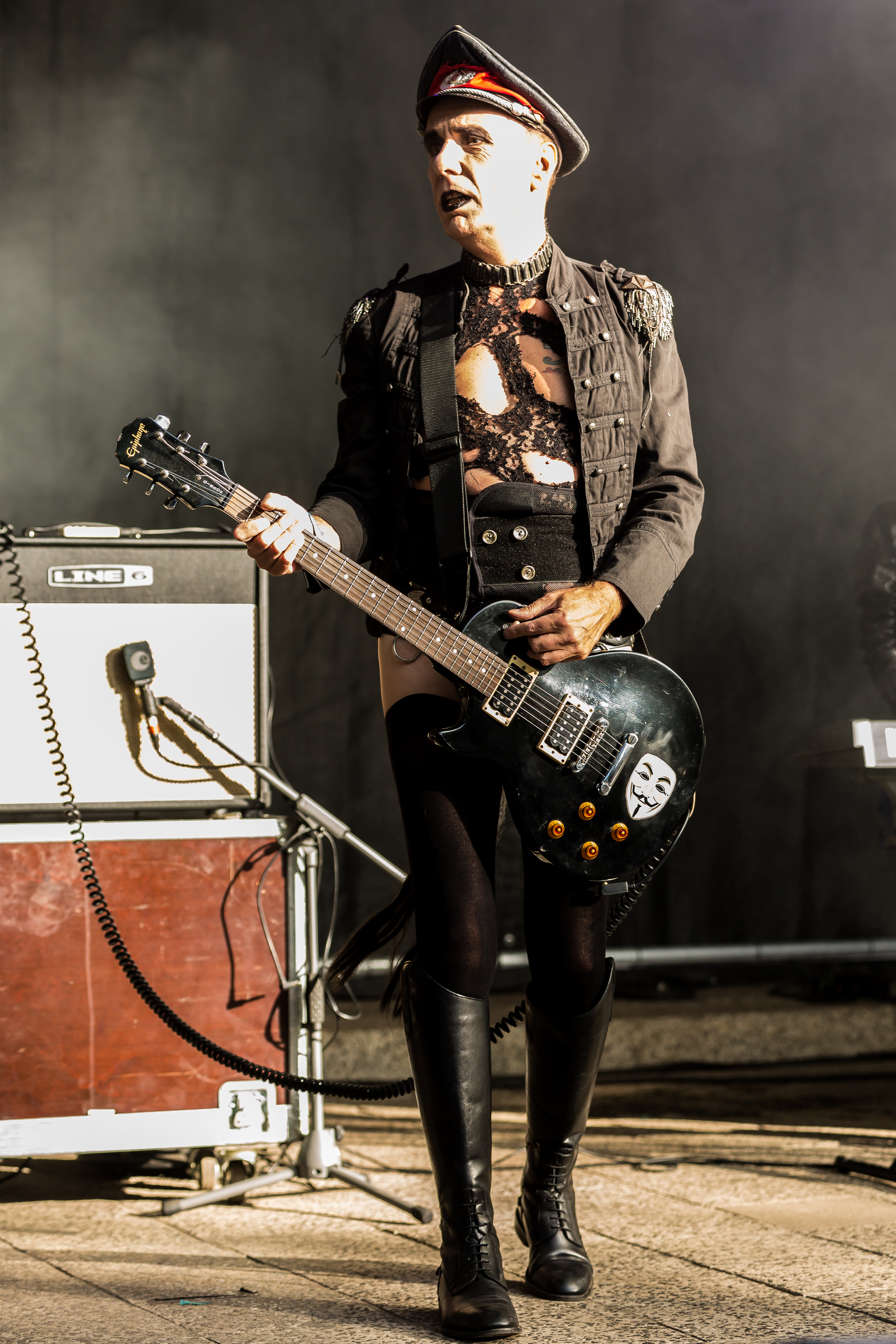
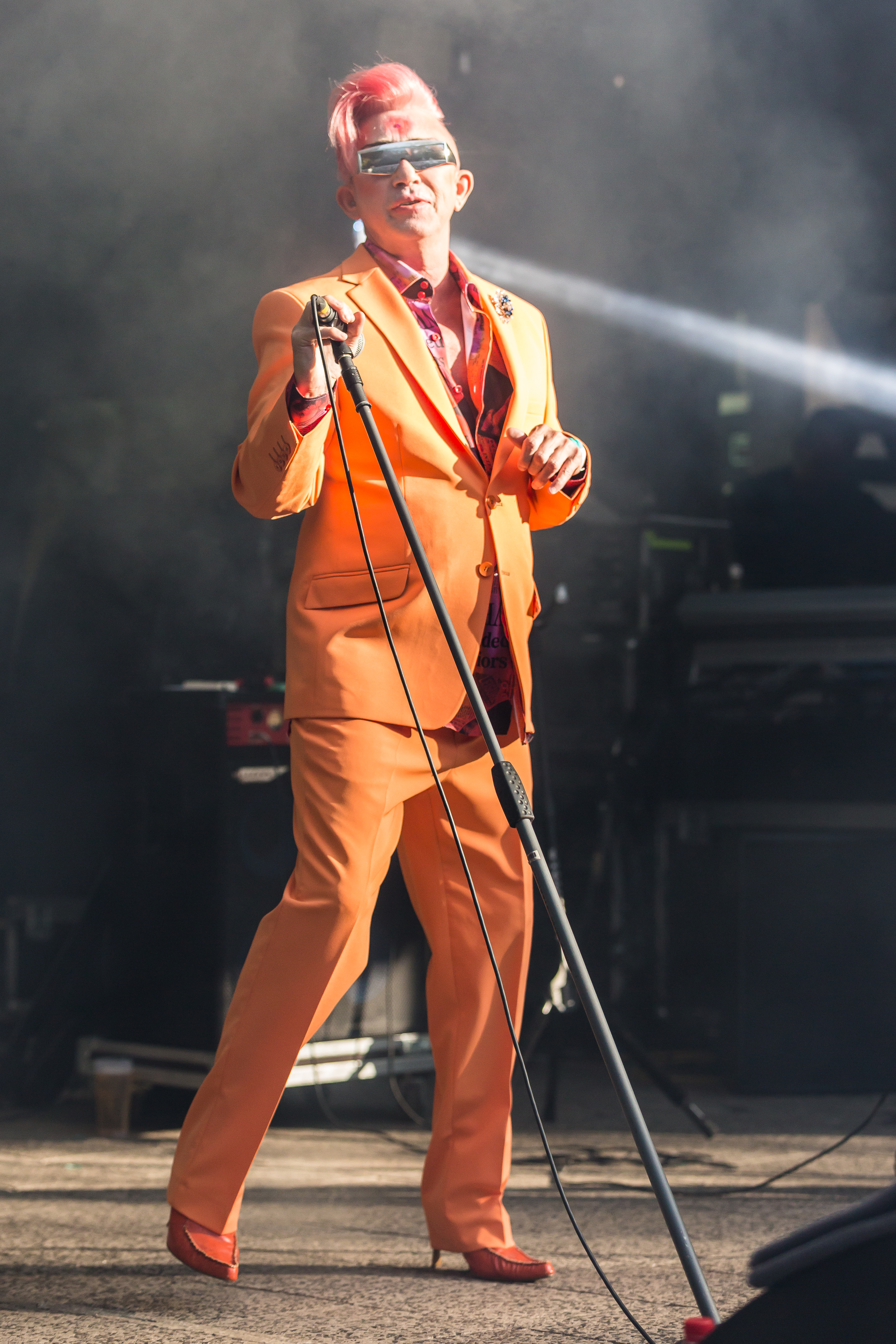
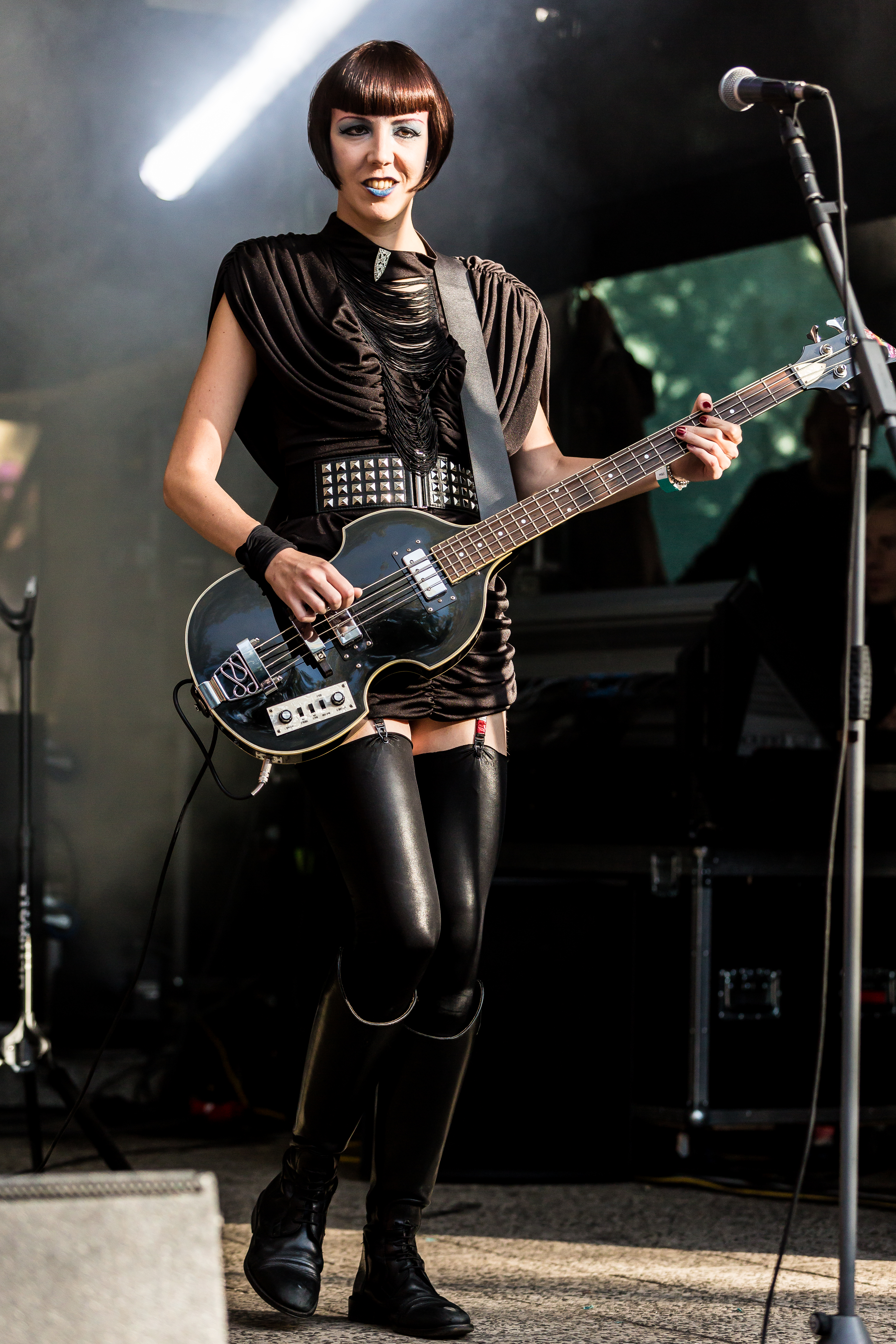
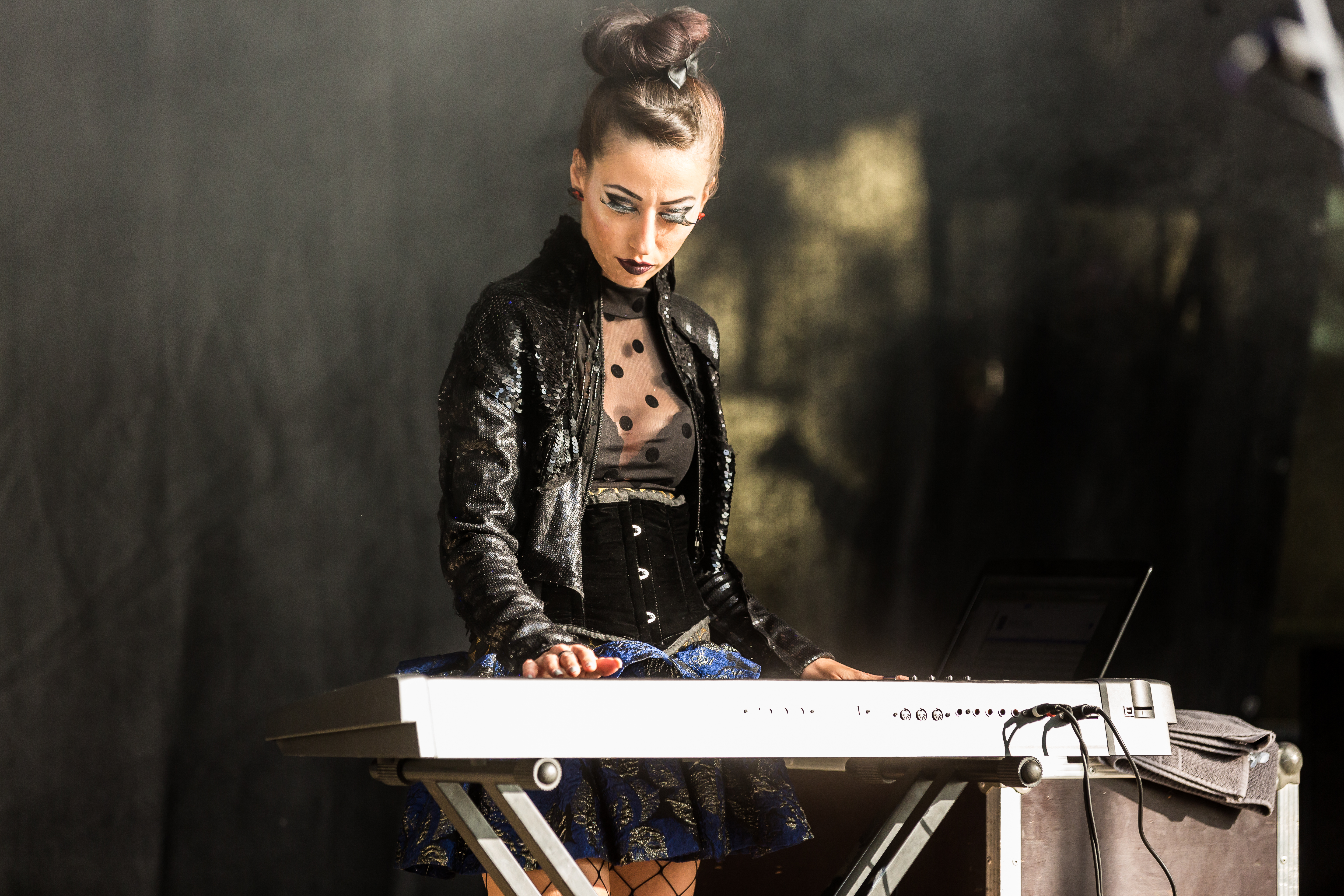
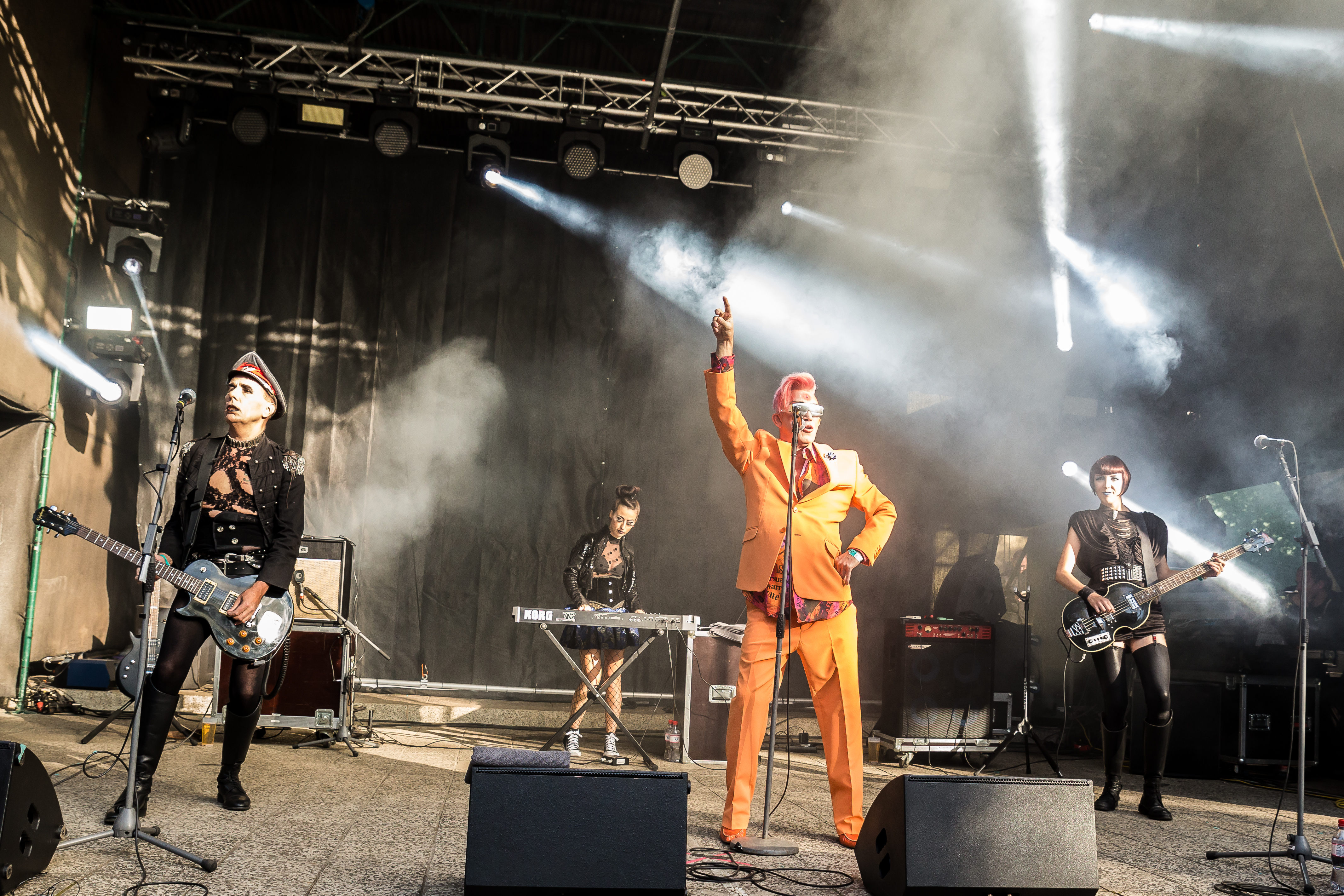

## Membres
- Tony James – space guitar, guitarra elèctrica, guitarra sintetitzada, guitarra baixa, teclats, veus secundàries (1982–1990, 1995, 1998–2004)
- Martin Degville – veus principals (1982–1990, 1998–2004)
- Neal X – guitarra, veus secundàries (1982–1990, 1995, 1998–2004)
- Chris Kavanagh – bateria, bateria electrònica (1982–1990, 1995)
- Ray Mayhew – bateria, bateria electrònica (1982–1990)
- Yana YaYa (Jane Farrimond) – teclats, efectes especials (1982–1990)
- John Green – teclats (1995)
- Christopher Novak – veus principals (1995)
- Claudia Cujo – bateria (1998)
- Jenny Z – efectes (2001–2004)